# Rejon szyrwincki
Rejon szyrwincki (lit. Širvintų rajono savivaldybė) – rejon w centralno-wschodniej Litwie.
Według Spisu Ludności z 2001 roku ok. 10% (2019 osób) populacji rejonu stanowili Polacy.

## Podział administracyjny
- gmina Olany (Alionių seniūnija)
- gmina Czabiszki (Čiobiškio seniūnija)
- gmina Giełwany (Gelvonų seniūnija)
- gmina Jawniuny (Jauniūnų seniūnija)
- gmina Kierniów (Kernavės seniūnija)
- gmina Muśniki (Musninkų seniūnija)
- gmina Zyboły (Zibalų seniūnija)